# TT358

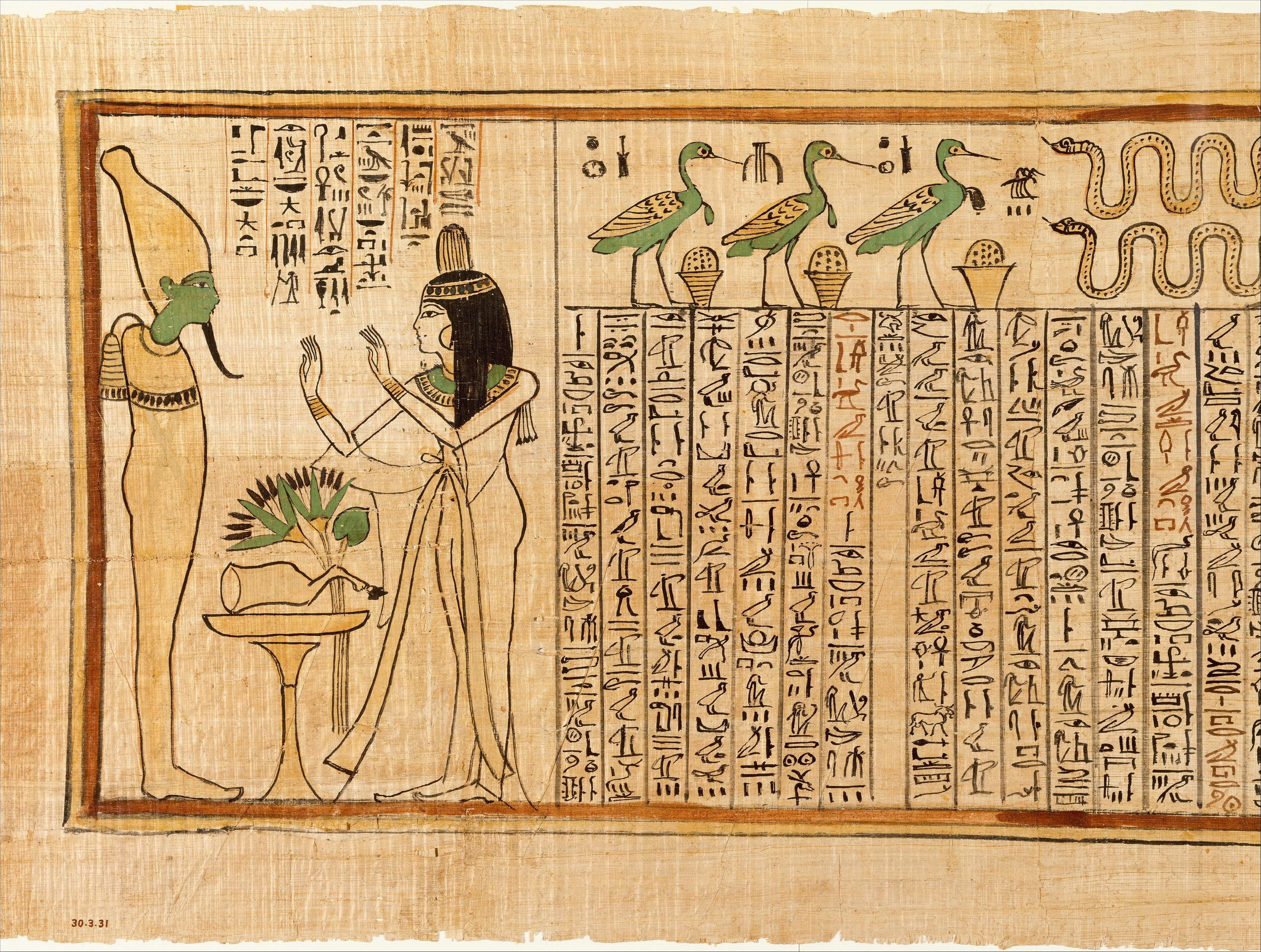
Nauni hercegnő Halottak Könyve-példánya

A TT358, más néven MMA 65 sír egy ókori egyiptomi sír Dejr el-Bahariban, az ókori Théba nekropoliszában. A thébai nekropolisz a mai Luxorral szemben, a Nílus nyugati partján helyezkedik el. A sír tulajdonosa a XVIII. dinasztia idejében élt Ahmesz-Meritamon királyné, aki I. Amenhotep testvére és felesége volt. A sírt a XXI. dinasztia idejében felhasználták I. Pinedzsem egyik lánya, Nauni hercegnő temetéséhez is. A Hatsepszut halotti temploma udvarában lévő sírt Herbert E. Winlock fedezte fel 1929-ben, majd tárta fel 1929–30-ban, a Metropolitan Művészeti Múzeum egyiptomi ásatásai során (lásd még: MMA sírok).

## A sír és a múmiák
A sír külső folyosójának feltárása után nagy aknát találtak, amelyeket deszkákkal fedtek le, hogy Winlock át tudjon haladni rajta. Ezután üres kamrára bukkant, ahonnan egy ajtón át újabb kamrába jutott. Itt találta meg Ahmesz-Meritamon királyné temetkezését. A királyné külső koporsója (ma az Egyiptomi Múzeumban, JE 53140) több mint három méter hosszú; egymáshoz illesztett cédrusfa deszkákból készült, melyeket végig egyforma vastagságúra faragtak. Az anthropoid koporsó az Újbirodalom elejének divatja szerinti ún. risi-koporsó, azaz díszítése madártollakat idéz, a királyné alakjának szeme és szemöldöke üvegberakásos. Az eredeti aranyborítást még az ókorban ellopták róla. A belső koporsó, melynek aranyborítását szintén ellopták, több mint 180 cm hosszú. Ezen belül kartonázsborítás fedte a királyné múmiáját. A XXI. dinasztia idején a múmiát újrapólyálták és újratemették a papok, akik észrevették a rablók pusztítását. A feljegyzések szerint az újrapólyáláshoz használt vászon I. Pinedzsem 18. uralkodási évében készült, és az újratemetése Pinedzsem fia, Maszaharta, Ámon főpapja felügyeletével került sor a 19. uralkodási évben. Ahmesz-Meritamon viszonylag fiatalon halt meg, testén látszik, hogy köszvénytől és gerincferdüléstől szenvedett.
A külső folyosón másodlagos temetkezésként Nauni hercegnő, Ámon-Ré énekesnője múmiáját helyezték el. Ő I. Pinedzsem leánya volt egy Tanetbehenu nevű hölgytől. A sárga belső koporsó egy nagyobb külső koporsóban helyezkedett el, mindkét koporsó eredetileg Tanetbehenu számára készült. A múmiát paróka és virágfüzérek díszítették. Nauni temetkezési kellékei közül előkerült egy usébtiláda, valamint egy üreges Ozirisz-szobrocska, benne a Halottak Könyve egy gyönyörű példányával. Winlock szerint a sír restaurálása és Ahmesz-Meritamon újratemetése után legalább egy nemzedéknyi idő eltelt Nauni temetéséig, mert a hercegnő temetésekor nem ismerték a sír eredeti elrendezését.

## Lásd még
- Thébai sírok listája
- MMA sírok listája

## Fordítás
- Ez a szócikk részben vagy egészben  a   TT358 című angol Wikipédia-szócikk ezen változatának fordításán alapul.  Az eredeti cikk szerkesztőit annak laptörténete sorolja fel. Ez a jelzés csupán a megfogalmazás eredetét és a szerzői jogokat jelzi, nem szolgál a cikkben szereplő információk forrásmegjelöléseként.